# Sùng A Lềnh
Sùng A Lềnh (sinh ngày 16 tháng 8 năm 1975, người H'Mông) là Đại biểu Quốc hội nước Cộng hòa xã hội chủ nghĩa Việt Nam. Ông hiện là Tỉnh ủy viên, Phó Trưởng Đoàn Đại biểu Quốc hội chuyên trách tỉnh Lào Cai, Ủy viên Ủy ban Pháp luật của Quốc hội, Đại biểu Quốc hội khóa XV từ Lào Cai.
Sùng A Lềnh là đảng viên Đảng Cộng sản Việt Nam, học vị Cử nhân Điều tra tội phạm, Thạc sĩ Luật, Cao cấp lý luận chính trị. Ông có cấp hiệu Trung tá Công an, có gần 15 năm công tác ngành công an rồi chuyển sang tổ chức Đảng và chính quyền địa phương.

## Xuất thân và giáo dục
Sùng A Lềnh sinh ngày 16 tháng 8 năm 1975 tại xã Sử Pán, huyện Sa Pa, tỉnh Lào Cai, nay là xã Mường Hoa, thị xã Sa Pa. Ông là người dân tộc Mông, lớn lên và tốt nghiệp phổ thông ở Sa Pa, theo học Học viện An ninh nhân dân ở Hà Nội, tốt nghiệp Cử nhân Luật chuyên ngành điều tra tội phạm, sau đó học cao học và nhận bằng Thạc sĩ Luật. Ông được kết nạp Đảng Cộng sản Việt Nam vào ngày 14 tháng 11 năm 2009, trở thành đảng viên chính thức sau đó 1 năm, từng theo học các khóa chính trị ở Học viện Chính trị Quốc gia Hồ Chí Minh và tốt nghiệp Cao cấp lý luận chính trị. Hiện ông thường trú ở phường Sa Pa, thị xã Sa Pa.

## Sự nghiệp
Tháng 7 năm 2000, Sùng A Lềnh bắt đầu sự nghiệp với vị trí Thượng sỹ, Trinh sát an ninh của Công an huyện Sa Pa, tỉnh Lào Cai. Sang tháng 9 năm 2001, ông nhận cấp huyện Thiếu úy, tiếp tục là trinh sát an ninh, thăng cấp Trung úy, là Đội trưởng Đội an ninh của Công an huyện Sa Pa từ tháng 9 năm 2003. Ông lần lượt là Thượng úy rồi Đại úy, Phó Trưởng Công an huyện Sa Pa từ tháng 12 năm 2007. Sau đó, ông kiêm nhiệm làm Phó Bí thư Đảng ủy Công an huyện, tiếp tục thăng cấp hiệu lên Thiếu tá năm 2010, Trung tá năm 2014. Tháng 2 năm 2014, ông xuất ngũ ngành công an, được bầu vào Ban Thường vụ Huyện ủy, nhậm chức Phó Chủ tịch Ủy ban nhân dân huyện Sa Pa, rồi chuyển sang làm Phó Bí thư thường trực Huyện ủy Sa Pa từ tháng 9 năm 2015. Năm 2020, huyện Sa Pa được chuyển đổi thành thị xã, ông là Phó Bí thư thường trực Thị ủy Sa Pa, rồi là Thành viên Tổ Công tác giúp việc Ban Chấp hành, Ban Thường vụ Tỉnh ủy chuẩn bị Đại hội Đảng bộ tỉnh Lào Cai, lần thứ XVI, nhiệm kỳ 2020–2025. Tại đại hội này, ông được bầu vào Ban Chấp hành Đảng bộ tỉnh, nhậm chức Phó Trưởng Ban Tổ chức Tỉnh ủy Lào Cai.
Năm 2021, Sùng A Lềnh được Ủy ban Mặt trận Tổ quốc Việt Nam tỉnh Lào Cai giới thiệu tham gia ứng cử đại biểu Quốc hội từ Lào Cai, thuộc đơn vị bầu cử số 2 gồm thị xã Sa Pa, Bảo Thắng, Bảo Yên, Văn Bàn, rồi trúng cử Đại biểu Quốc hội khóa XV với tỷ lệ 86,48%. Ngày 23 tháng 7 năm 2021, ông được phê chuẩn làm Phó Trưởng Đoàn Đại biểu Quốc hội chuyên trách tỉnh Lào Cai, Ủy viên Ủy ban Pháp luật của Quốc hội.